# Метличино (Логойський район, Острошицька сільська рада)
Метличино — (біл. вёска Метлічіна), село (веска) в складі Логойського району розташоване в Мінській області Білорусі, підпорядковане Острошицькій сільській раді.
Село Метличино розташоване в центральних районах Білорусі, у північній частині Мінської області - орієнтовне розташування.